# Chenini
Chenini (Arabo: شنيني) è un villaggio rupestre berbero nel distretto di Tataouine nella Tunisia meridionale. Situato su un altipiano vicino al moderno villaggio con lo stesso nome costruito nel 1960, Chenini era un granaio fortificato, detti ksar (plurale ksour). Come gli altri ksour creati dalle comunità Berbera Nordafricana, Chenini è costruita tra due picchi montuosi, per ripararla dalle incursioni. Le strutture più antiche sul lato della collina risalgono al XII secolo; alcune costruzioni sono ancor oggi usate per il grano per gli abitanti della valle sottostante. 
 
Chenini è una regolare tappa per il tour degli ksar con i villaggi di Douiret, Ksar Ouled Soltane e Ksar Hadada.
Secondo Sant'Agostino Kenini, che prende origine dalle popolazioni di Canaan, è l'origine del nome Chenini. Nel dialetto di Tataouine il verbo 'chenna' significa 'mischiare'. 

## Moschea dei sette dormienti
A Chenini si trova anche la spettacolare Moschea dei Sette Dormienti e il cimitero berbero.
La moschea è dedicata a sette cristiani di Efeso, martirizzati proprio in questo sito e divenuti santi dell'Islam e protagonisti di molti racconti islamici.  I sette dormienti sono ricordati anche nel Corano (XVIII sura intitolata 'al Kahf', la caverna).
Una leggenda nacque attorno alle cosiddette “le tombe dei Sette Dormienti”, che erano alcuni tumuli funerari alti quasi 5 metri di lunghezza. In tale racconto si vedevano sette cristiani che per sfuggire alle persecuzione dei romani, decisero di trovare riparo in una grotta vicina, li si addormentarono senza più svegliarsi per 400 anni, periodo in cui i loro corpi diventarono sempre più grandi raggiungendo i 4 metri di altezza. Al loro risveglio trovarono la religione dell'Islam ad essere l'unica professata al mondo, sempre secondo tale leggenda i sette cambiarono fede e guadagnarono il paradiso.
Molti altri tumuli funerari berberi sono presenti tutt'attorno al cimitero.

## L'antico mare e il Cammello sacro
La valle sottostante Chenini riporta i segni erosivi ben visibili dell'antico mare prosciugatosi da tempo. 
La cima della collina sovrastante il villaggio è un luogo molto particolare: la cima a causa dell'erosione assomiglia perfettamente ad un cammello accovacciato. Curiosamente la testa del cammello è rivolta verso La Mecca.

## Guerre stellari
Chenini e tutto lo spettacolare distretto di Tataouine sono associati alla serie di Guerre stellari di George Lucas. Moltissime scene della serie furono girate nell'area; e una delle lune del pianeta di Luke Skywalker si chiamava proprio Chenini.

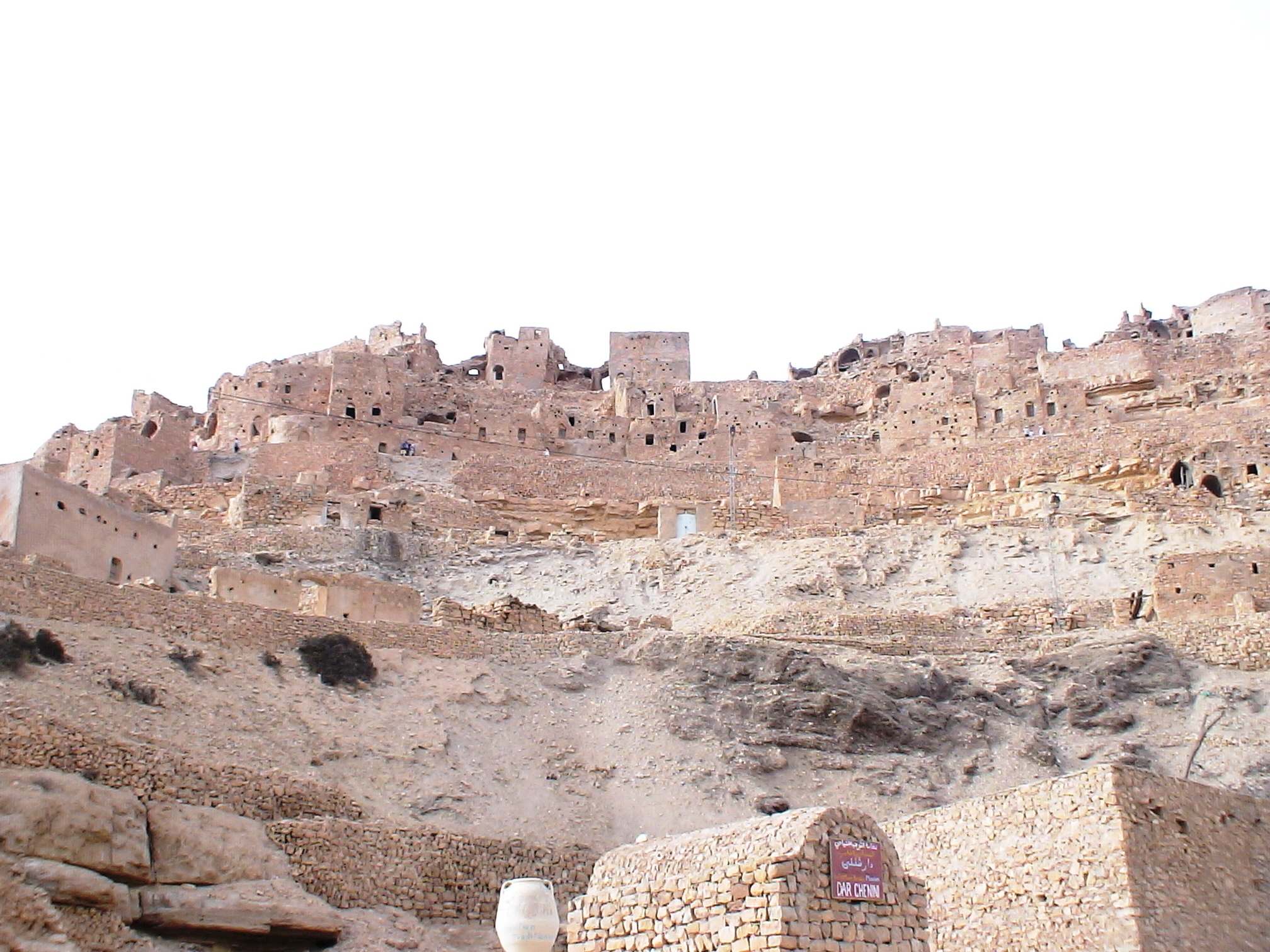
Vista del villaggio
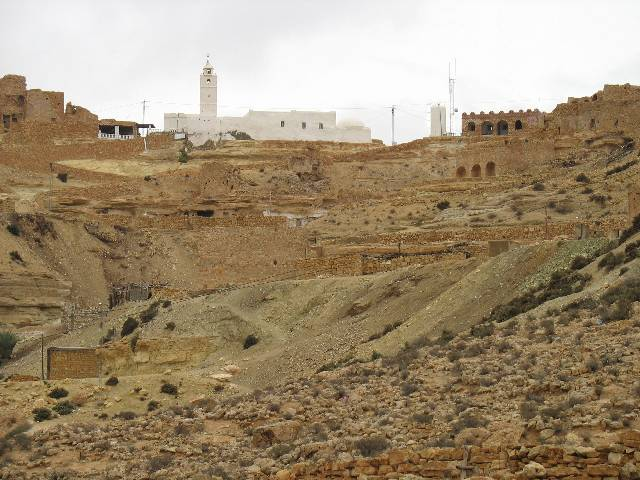
La Moschea dei sette dormienti
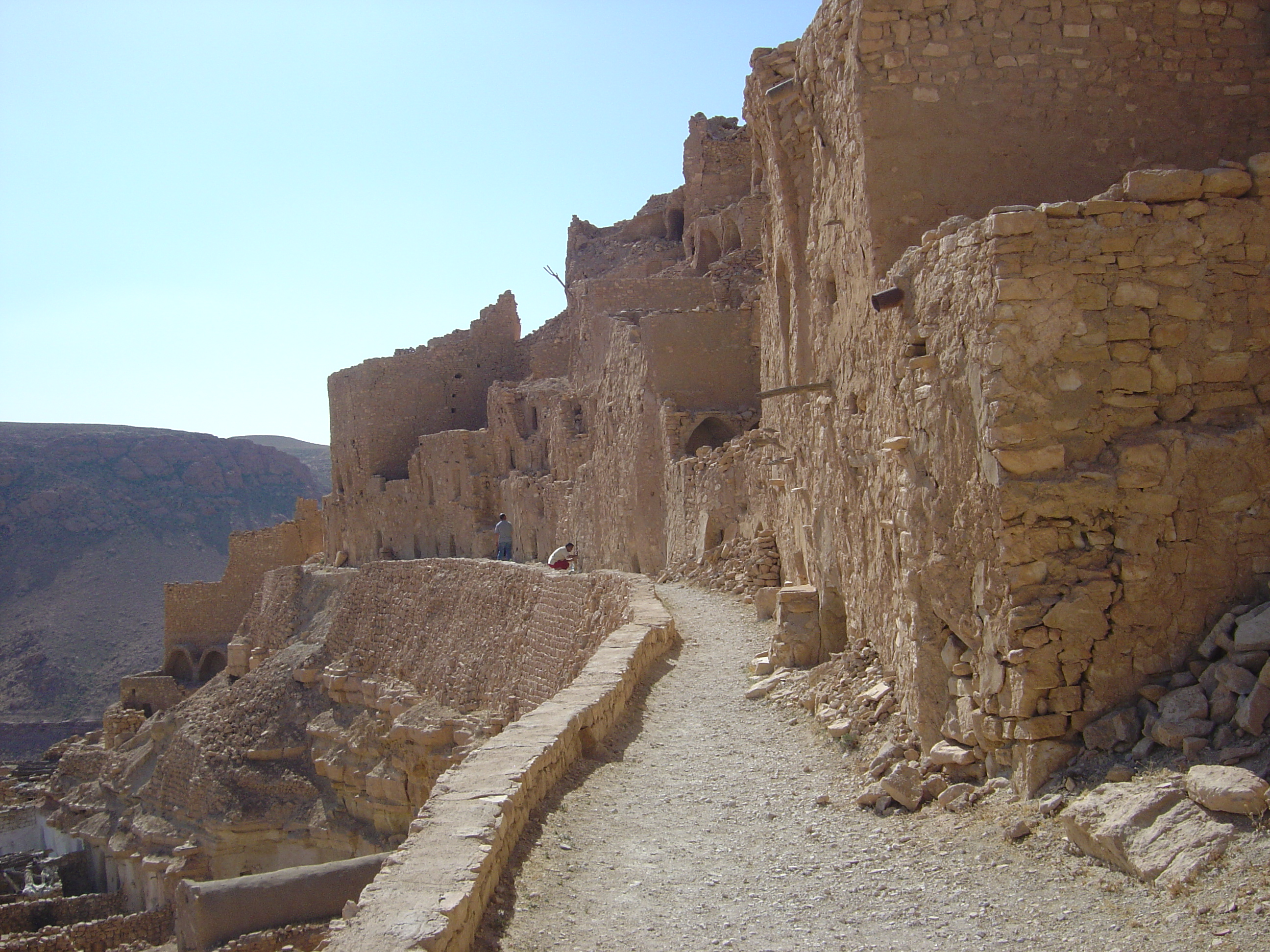
L'unica strada che dà accesso al villaggio
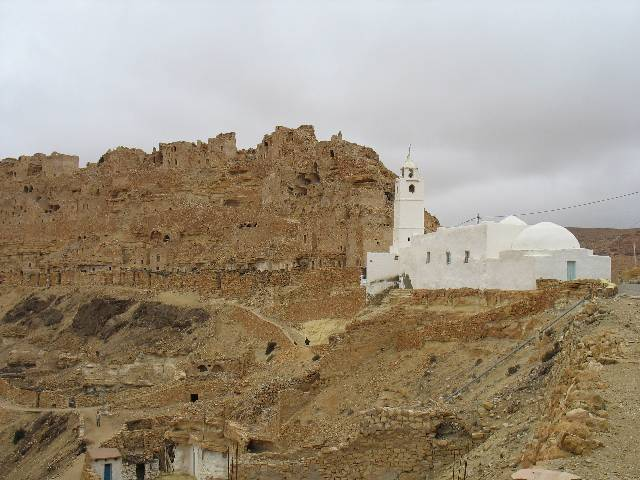
L'entrata del cimitero accanto alla Moschea